# 日本伝道会議
日本伝道会議（にほんでんどうかいぎ、JCE）は、日本の福音派の伝道会議である。

## 第一回日本伝道会議
1974年6月3日から6月7日まで、「日本をキリストへ!」をテーマに掲げ、日本福音同盟 (JEA) が主催し、安藤仲市が実行委員長を務め、京都市の京都会館で開催された。ジョン・ストットによる使徒の働きの聖書講解が行われた。日本における最初の伝道会議。

### 京都宣言（1974年）
第一回日本伝道会議最終日の6月7日に京都宣言が採択され、聖書を誤りない神のことばと信じる聖書信仰およびイエス・キリストが唯一の救い主であり、神の国は神の力によってのみ完成することなどを宣言した。
また、この宣言で「新普遍救済主義」（ネオ・ユニバーサリズム）は聖書に基づかない誤りであるとして否定した。これは第二回日本伝道会議で採択された京都宣言（1982年）でも同様に主張された。普遍救済説 (Universalism) は古代キリスト教からある説で、その現代版の一つである「新普遍救済主義と呼ばれるもの」はキリスト教を信仰しなくてもイエス・キリストの十字架における贖罪のおかげで全人類は救われるという主張である。

## 第二回日本伝道会議
1982年6月7日から6月10日まで、「日本をキリストへ-終末と宣教」をテーマとして、安藤仲市が実行委員長を務め、日本福音同盟が主催した。京都宣言が採択された。京都宣言は尾山令仁を委員長とする起草委員会が作成した。

## 第三回日本伝道会議
1991年6月4日から6月7日まで、「日本、アジア、そして世界へ」をテーマとして、泉田昭が実行委員長を務め、日本福音同盟が主催した。塩原宣言が採択された。

## 第四回日本伝道会議
2000年6月28日から6月30日まで、約2300人が参加して沖縄コンベンションセンターにて開催された。「和解の福音に生きる」をテーマとして、日本福音同盟を中心とした実行委員会が主催した。エリザベス・エリオット夫人がメイン講師の一人だった。沖縄宣言が採択された。

## 第五回日本伝道会議
2009年9月21日から9月24日まで、2000人以上が参加して札幌コンベンションセンターにて開催された。「危機の時代」（エレミヤ書14:19）を聖句として掲げ、「危機の時代における宣教協力　−もっと広く、もっと深く−」をテーマとし、日本プロテスタント宣教150周年記念行事の一つとして、日本福音同盟を中心とした実行委員会が主催した。ナレンドラ・ジョン（インド・フリーメソジスト教会監督）による聖書講解が行われた。東京基督神学校校長である山口陽一が基調講演「日本開国とプロテスタント宣教150年」を行った。竿代照夫（イムマヌエル綜合伝道団代表）のメッセージは「危機の時代における宣教協力－宣教協力の理念と実践－」。札幌宣言が採択された。

## 第六回日本伝道会議
2016年9月27日から9月30日まで「再生へのRe-VISION～福音・世界・可能性～」をテーマに、福音派の牧師・信徒・神学生など延べ約2100名が参加して、神戸コンベンションセンターにて開催された。主講師としてクリストファー・J・H・ライトが4回の講演を行った。前回まで各回ごとに採択された宣言に代わって、今回は個別のプロジェクトによる「次の伝道会議へのロードマップ」が表明された。

## JCE7 第七回日本伝道会議
2023年9月19日から9月23日まで、岐阜市にある長良川国際会議場にて、テーマとして「『おわり』から『はじめる』宣教協力」を掲げ、JCE7実行委員会が主催し、基督兄弟団ニューコミュニティ西宮チャペルの牧師である小平牧生（こだいら まきお）が実行委員長を務め、日本全国から牧師・信徒・神学生・宣教師ら計約1200名が参加して開催された。
宣言文作成委員会が公表した一次案をもとにし、各地域大会での意見を取り入れた『「おわり」から「はじめる」私たちの祈り』が公表された。